# Batalla de El Salado
La batalla de El Salado fue un enfrentamiento militar librado en el contexto de la Guerra de Independencia de Venezuela el 16 de octubre de 1814 entre las fuerzas de la Segunda República de Venezuela y el Imperio español, terminando con la victoria de estas últimas.

## Antecedentes
Después de una sangrienta derrota en Aragua de Barcelona, Simón Bolívar y Santiago Mariño son depuestos de sus mandos en Cariaco y salen de Carúpano al exilio en Cartagena de Indias. Las fuerzas patriotas quedan reducidas a apenas 700 fusileros, 300 lanceros a pie y 250 jinetes que quedaban al mando de Manuel Piar y José Félix Ribas. En esa época Piar desembarcó en Isla Margarita con 200 soldados. Entre tanto, José Tomás Boves había salía de Caracas para unirse a su segundo, Francisco Tomás Morales, que estaba en el este.
Tras la Cuarta Batalla de Maturín el coronel Piar partió de Pampatar con unas 800 a 1300 tropas hacia Cumaná y desembarcó el 28 de septiembre. A la columna de dispersos traídos por Piar desde Cariaco se le sumaron algunos reclutas a cargo del coronel José Francisco Azcue.
Tras derrotar a una columna de 500 realistas del gobernador Juan de la Cruz Pineda en la quebrada de Los Frailes o Los Caneyes, en el día siguiente, capturando 400 prisioneros y entra en la ciudad esa tarde. El jefe de la guarnición realista, capitán de navío Juan de la Puente, se retiró a Barcelona para unirse a Boves. Piar se había reunido previamente con Ribas en Cariaco y había sido enviado a ayudar a los refugiados a seguir huyendo al este. Esto pudo hacerlo tras ocupar la urbe. Sin embargo, Piar y Ribas estaban enemistados y por eso separado. El segundo se había ido con 400 soldados hacia Maturín para unirse a José Francisco Bermúdez y Manuel Cedeño. Morales junta unos 2000 hombres y decide esperar a Boves, quien había salido de Valencia para reunirse con él, el caudillo acaba asaltando con éxito Barcelona masacrando a su población (15 de octubre). Por esos meses las flotillas realistas empezaban a bloquear los puertos venezolanos para impedir la huida de patriotas, sin embargo, muchos lograron burlarlos y llegar a Nueva Granada, Haití, la colonia danesa de Saint Thomas y las colonias británicas de Jamaica y Trinidad.
Bermúdez había derrotado a Morales en Maturín y después lo había perseguido con su caballería hasta Urica, de ahí había llegado a convencer a Piar de unirse al ejército que concentraba Ribas en Maturín, lo cual era una de sus órdenes iniciales, pero Piar prefirió presentar batalla solo a pesar de que «Era absurdo enfrentarse con Boves en tales condiciones». Según Rufino Blanco Fombona: «Ribas y Piar rivalizan entre sí y ambos miran de reojo a Bermúdez. Bermúdez no se pliega a nadie. Cada quien pretende que su voluntad prevalezca. Son tres voluntades fuertes y tres bravuras únicas y sin disciplina. Los Oficiales subalternos no saben a qué carta quedarse. Boves y Morales que llegan a Oriente, desde el centro de la República, no han realizado todavía su junción».

## Batalla
El 16 de octubre en la sabana de El Salado, cercana a la ciudad, se produce la batalla. El republicano sale al encuentro del ejército realista, formado principalmente por caballería, y dispone su línea en la sabana del noroeste de la ciudad, al norte del río Chiribichii, área protegida por humedales, manglares y cañones. Esta sabana separaba la urbe del mar. Los republicanos se organizaban en dos batallones de infantes, algunos pocos lanceros y jinetes y dos piezas de artillería. Su línea estaba al mando del teniente coronel Vicente de Sucre y Urbaneja (padre de Antonio José de Sucre, quien era un joven oficial en la batalla) y se componía mayoritariamente por infantería. Desde los trece fuertes que rodeaban la ciudad se intentó bombardear a los bovistas con las cuarenta piezas de artillería, pero estas fueron anuladas porque una quinta columna de monárquicos locales asalto esas defensas siguiendo un plan previamente trazado.
El caudillo de los llaneros divide a sus hombres en seis columnas. Ordena que 400 o más jinetes avanzaran doce leguas por las sierras cercanas durante la noche para ubicarse tras una colina cercana a la derecha de las líneas monárquicas, listos para tender una celada. Piar no lo sabía y ordena abrir fuego, tras una hora de combate decide liderar una carga contra el ala derecha realista. El flanco llanero finge huir y los patriotas también atacan el centro e izquierda bovistas para decidir el combate. Sorpresivamente, el enemigo vuelve caras y los jinetes ocultos les atacan por la retaguardia. Piar intenta rechazar el ataque simultáneo pero es inútil, tras tres cuartos de hora es vencido. Piar decide huir con sus oficiales en un bote por el río cercano.

## Consecuencias
Boves entra en Cumaná, masacrando a sus habitantes, liberó y reclutó a los prisioneros realistas y avanza a Los Magueyes y posteriormente a Maturín. Fue la única derrota que sufrió Piar en su larga carrera militar. Boves nombró al coronel cumanés Gaspar Miguel de Salaverría y Freites como gobernador (el 30 de abril de 1815 pasa a ser gobernador de Barcelona).
En la iglesia parroquial de Carmen asesina a unas quinientas personas, incluyendo a Vicente y Magdalena de Sucre, hermanos del futuro Gran Mariscal de Ayacucho. En la casa de los Andrade invitó a la gente a un baile y después los asesino, incluyendo al músico Juan José Landaeta. Según el capellán del ejército realista, José Ambrosio de la Concepción Llamozas, la mayoría eran partidarios del rey. Durante la guerra la ciudad pasó de 16 000 habitantes a 5236, más de 3000 de ellos mujeres.